# Luella Clay Carson

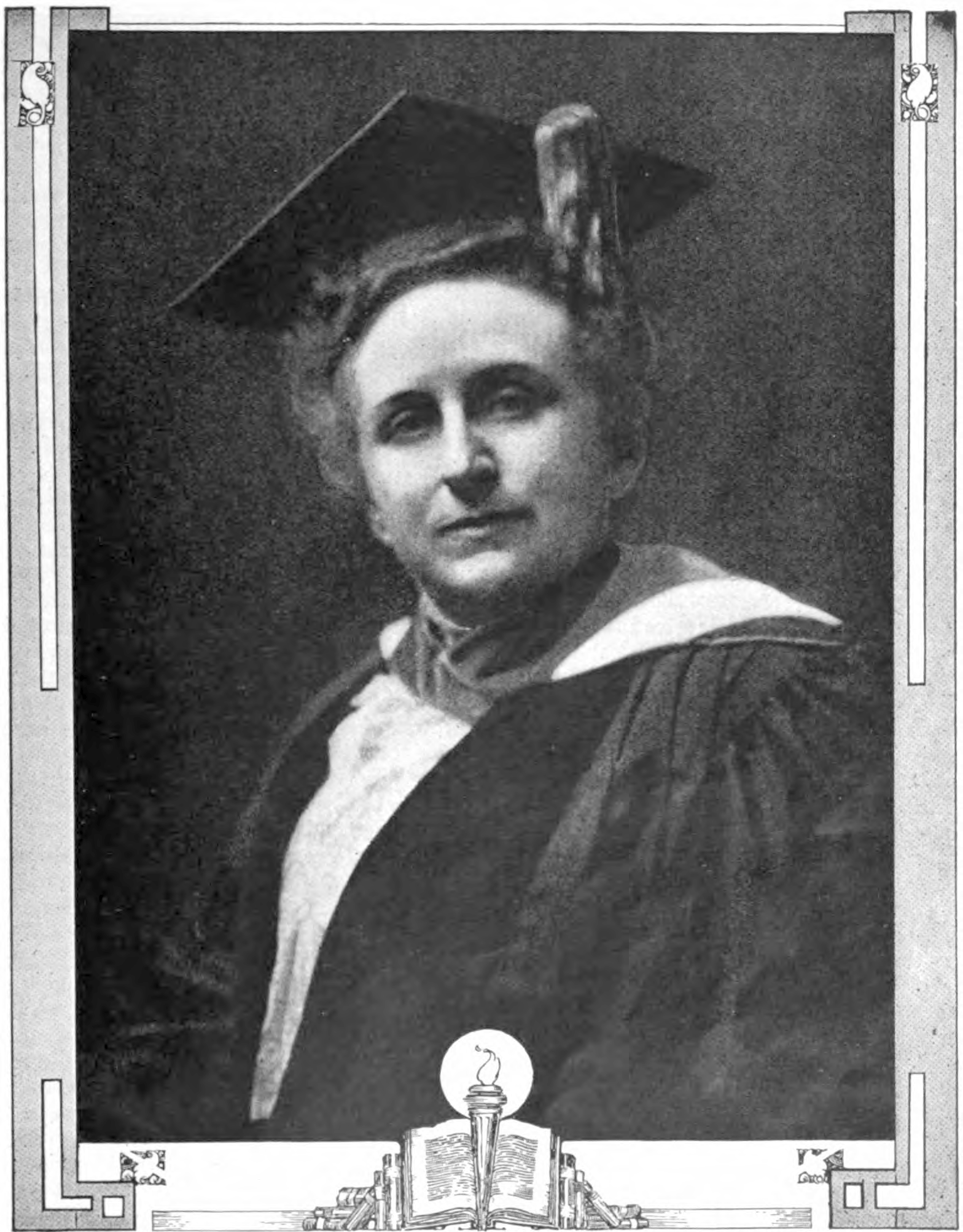
Luella Clay Carson, 1913

 Luella Clay Carson  (* 1866 in Portland (Oregon); † 1933 in Kalifornien) war eine US-amerikanische Pädagogin und Universitätspräsidentin in den US-Bundesstaaten Oregon und Kalifornien. 

## Leben und Werk
Carson wurde als Tochter von Pioniereltern geboren und erhielt ihre frühe Ausbildung in den Schulen in Portland, an der Old Portland Academy und der Sant Helens Hall. Sie war zwei Jahre lang Studentin am Mills College in Benicia und unterrichtete an der Pacific University in Forest Grove, Oregon. Danach war sie stellvertretende Direktorin der Canch School of Portland. Von 1888 bis 1909 war sie Professorin für Englisch und Sprachwissenschaft an der University of Oregon und war dort von 1895 bis 1909 Dekanin für Frauen. 1907 rief sie als Dekanin die Alumnae zusammen, um eine Gesellschaft zu bilden, die die Frauen der Universität enger zusammenbringt. Nach dieser ersten Hauptversammlung waren Pläne zur Gründung des American Collegiate Alumnae (später in Association of University Women umbenannt) im Gange. Diese frühe Gruppe war der Ausgangspunkt für die Gründung der amerikanischen Collegiate Alumnae Branch im Jahr 1912 unter der Schirmherrschaft der neuen Dekanin der Frauen Ruth Guppy.  Der Verein schloss sich später der nationalen American Association of University Women an.
1909 wurde Carson als die Nachfolgerin von Susan Tolman Mills als die fünfte Präsidentin des Mills College ausgewählt und war dort bis 1914 tätig. Sie reiste in Europa und besuchte alle Frauenhochschulen der Oststaaten in den USA. Sie war auch eine Schriftstellerin, ihre bekannteste Arbeit ist ein "Handbook of English Composition", ein Lehrbuch über englische Grammatik und englischen Stil, welches vom Wellesley College und von den öffentlichen Schulen in New York City als Lehrbuch eingeführt wurde. An der University of Oregon wurde 1950 das Gebäude, das zwischen 1945 und 1949 im Rahmen von Nachkriegsbauarbeiten auf dem Campus entworfen und gebaut wurde, ihr zu Ehren Carson Hall benannt und damit ihre Position als Dekanin der Frauen gewürdigt.

## Veröffentlichungen (Auswahl)
- Handbook of English Composition (Englisch) Taschenbuch, Chizine Pubn, 2018, ISBN 978-1376456899.
- Public School Libraries for All the Grades, BiblioBazaar, 2008, ISBN 978-0559534393.